# Brachaluteres ulvarum
Brachaluteres ulvarum es una especie de peces de la familia Monacanthidae en el orden de los Tetraodontiformes.

## Morfología
Los machos pueden llegar alcanzar los 7,5 cm de longitud total.
- Es capaz de inflar su cuerpo.[2][3][4]

## Alimentación
Come algas y cangrejos.

## Hábitat
Es un pez de mar de clima templado y asociado a los  arrecifes de coral que vive entre 25-30 m de profundidad.

## Distribución geográfica
Se encuentra en el Japón.